# 1767.
◄ | 17. stoljeće | 18. stoljeće | 19. stoljeće | ►
◄ | 1730-ih | 1740-ih | 1750-ih | 1760-ih | 1770-ih | 1780-ih | 1790-ih | ►
◄◄ | ◄ | 1764. | 1765. | 1766. | 1767. | 1768. | 1769. | 1770. | ► | ►►
Arhitektura • Astronomija • Biologija • Glazba • Kazalište • Kemija • Kiparstvo • Knjige • Književnost • Kršćanstvo • Medicina • Politika • Pravo • Promet • Slikarstvo • Znanost

## Događaji
- 25. lipnja – Posada broda Dolphina pod zapovjedništvom Samuela Wallisa otkrila je Tahiti; Tobias Furneaux prvi je Europljanin koji je stupio na tlo Tahitija.[1]
- Osnovano Splitsko gospodarsko društvo (jedan od osnivača bio je Julije Bajamonti).
- Osnovano Hrvatsko kraljevsko vijeće.

## Rođenja
- 15. ožujka – Andrew Jackson, 7. predsjednik SAD-a († 1845.)
- 22. lipnja – Wilhelm von Humboldt, njemački filozof († 1835.)
- 11. srpnja – John Quincy Adams, 6. predsjednik SAD-a († 1848.)
- 8. rujna – August Wilhelm Schlegel, njemački književnik († 1845.)
- 24. listopada – Tomaš Mikloušić, hrvatski (kajkavski) pisac, prevoditelj, dramatik († 1833.)

## Smrti
- 25. lipnja – Georg Philipp Telemann, njemački skladatelj

## Vanjske poveznice
|  | Zajednički poslužitelj ima još gradiva o temi 1767. |